# Mistrzostwa Świata Juniorów w Narciarstwie Klasycznym 2019
Mistrzostwa Świata Juniorów w Narciarstwie Klasycznym 2019 – zawody sportowe, które rozegrane zostały pomiędzy 20 a 27 stycznia 2019 roku w fińskim Lahti. Podczas mistrzostw zawodnicy rywalizowali w 23 konkurencjach w trzech dyscyplinach klasycznych: skokach narciarskich, kombinacji norweskiej i biegach narciarskich.
Ponadto, po raz pierwszy w historii, rozegrany został oficjalny konkurs kobiet w kombinacji norweskiej (Gundersen HS100/5 km).

## Program
20 stycznia
- Biegi narciarskie – sprint (M/K)

21 stycznia
- Biegi narciarskie (U 23) – sprint (M/K)

22 stycznia
- Biegi narciarskie – 5 kilometrów (K)
- Biegi narciarskie – 10 kilometrów (M)

23 stycznia
- Biegi narciarskie (U 23) – 10 kilometrów (K)
- Biegi narciarskie (U 23) – 15 kilometrów (M)
- Kombinacja norweska – HS 100/5 km (K)
- Kombinacja norweska – HS 100/5 km (M)

24 stycznia
- Biegi narciarskie – 15 kilometrów (K)
- Biegi narciarskie – 30 kilometrów (M)
- Skoki narciarskie – skocznia normalna indywidualnie (M)
- Skoki narciarskie – skocznia normalna indywidualnie (K)

25 stycznia
- Biegi narciarskie (U 23) – 15 kilometrów (K)
- Biegi narciarskie (U 23) – 30 kilometrów (M)
- Kombinacja norweska – HS 106/4×5 kilometrów drużynowo (M)

26 stycznia
- Biegi narciarskie – sztafeta 4×3,3 km (K)
- Biegi narciarskie – sztafeta 4×5 km (M)
- Skoki narciarskie – HS 106 drużynowo (K/M)

27 stycznia
- Skoki narciarskie – HS 106 konkurs mieszany
- Kombinacja norweska – HS 100/10 km (M)

## Medaliści

### Biegi narciarskie – juniorzy
Mężczyźni
| Konkurencja              | Data             | Złoto                                                                                    | Srebro                                                                                           | Brąz                                                                          |
| ------------------------ | ---------------- | ---------------------------------------------------------------------------------------- | ------------------------------------------------------------------------------------------------ | ----------------------------------------------------------------------------- |
| Sprint stylem klasycznym | 20 stycznia 2019 | Aleksandr Tierientjew                                                                    | Ansgar Evensen                                                                                   | Håkon Skaanes                                                                 |
| 10 km stylem dowolnym    | 22 stycznia 2019 | Jules Chappaz                                                                            | Aleksandr Tierientjew                                                                            | Iver Tildheim Andersen                                                        |
| 30 km stylem klasycznym  | 24 stycznia 2019 | Luca Del Fabbro                                                                          | Håvard Moseby                                                                                    | Cyril Fähndrich                                                               |
| Bieg sztafetowy 4×5 km   | 26 stycznia 2019 | Stany Zjednoczone 1. Luke Jager · 2. Ben Ogden · 3. Johnny Hagenbuch · 4. Gus Schumacher | Rosja 1. Jegor Trefiłow · 2. Andriej Kuzniecow · 3. Jarosław Jegoszin · 4. Aleksandr Tierientjew | Niemcy 1. Jakob Milz · 2. Florian Knopf · 3. Anian Sossau · 4. Friedrich Moch |

Kobiety
| Konkurencja              | Data             | Złoto | Srebro                                                                                           | Brąz                                                                                |
| ------------------------ | ---------------- | --- | ------------------------------------------------------------------------------------------------ | ----------------------------------------------------------------------------------- |
| Sprint stylem klasycznym | 20 stycznia 2019 | Kristine Stavås Skistad                                                                                         | Monika Skinder                                                                                   | Anita Korva                                                                         |
| 5 km stylem dowolnym     | 22 stycznia 2019 | Frida Karlsson                                                                                                  | Helene Marie Fossesholm                                                                          | Anita Korva                                                                         |
| 15 km stylem klasycznym  | 24 stycznia 2019 | Frida Karlsson                                                                                                  | Helene Marie Fossesholm                                                                          | Anita Korva                                                                         |
| Bieg sztafetowy 4×3,3 km | 26 stycznia 2019 | Norwegia 1. Kristin Austgulen Fosnæs · 2. Astrid Stav · 3. Helene Marie Fossesholm · 4. Kristine Stavås Skistad | Rosja 1. Anastasija Falejewa · 2. Kristina Kuskowa · 3. Wieronika Stiepanowa · 4. Anna Gruchwina | Szwecja 1. Louise Lindström · 2. Frida Karlsson · 3. Tilde Baangman · 4. Linn Svahn |

### Biegi narciarskie – U 23
Mężczyźni
| Konkurencja              | Data             | Złoto              | Srebro            | Brąz             |
| ------------------------ | ---------------- | ------------------ | ----------------- | ---------------- |
| Sprint stylem klasycznym | 21 stycznia 2019 | Erik Valnes        | Siergiej Ardaszew | Joachim Aurland  |
| 15 km stylem dowolnym    | 23 stycznia 2019 | Jules Lapierre     | Michal Novák      | Iwan Jakimuszkin |
| 30 km stylem klasycznym  | 25 stycznia 2019 | Andriej Sobakariow | Iwan Kiriłłow     | Iwan Jakimuszkin |

Kobiety
| Konkurencja              | Data             | Złoto              | Srebro           | Brąz             |
| ------------------------ | ---------------- | ------------------ | ---------------- | ---------------- |
| Sprint stylem klasycznym | 21 stycznia 2019 | Moa Lundgren       | Tiril Udnes Weng | Aida Bajazitowa  |
| 10 km stylem dowolnym    | 23 stycznia 2019 | Marija Istomina    | Eveliina Piippo  | Tiril Udnes Weng |
| 15 km stylem klasycznym  | 25 stycznia 2019 | Anna Żeriebiatjewa | Lidija Durkina   | Katharina Hennig |

### Skoki narciarskie
Mężczyźni
| Konkurencja                       | Data             | Złoto                                                           | Srebro                                                                                 | Brąz                                                        |
| --------------------------------- | ---------------- | --------------------------------------------------------------- | -------------------------------------------------------------------------------------- | ----------------------------------------------------------- |
| Skocznia normalna – indywidualnie | 24 stycznia 2019 | Thomas Aasen Markeng                                            | Luca Roth                                                                              | Siergiej Tkaczenko                                          |
| Skocznia normalna – drużynowo     | 26 stycznia 2019 | Niemcy Luca Roth Kilian Märkl Philipp Raimund Constantin Schmid | Norwegia Fredrik Villumstad Anders Ladehaug Sander Vossan Eriksen Thomas Aasen Markeng | Słowenia Aljaž Osterc Jan Bombek Jernej Presečnik Žak Mogel |

Kobiety
| Konkurencja                       | Data             | Złoto                                                                       | Srebro                                                       | Brąz                                                       |
| --------------------------------- | ---------------- | --------------------------------------------------------------------------- | ------------------------------------------------------------ | ---------------------------------------------------------- |
| Skocznia normalna – indywidualnie | 24 stycznia 2019 | Anna Szpyniowa                                                              | Lidija Jakowlewa                                             | Lara Malsiner                                              |
| Skocznia normalna – drużynowo     | 26 stycznia 2019 | Rosja Marija Jakowlewa Aleksandra Barancewa Anna Szpyniowa Lidija Jakowlewa | Niemcy Jenny Nowak Josephin Laue Selina Freitag Agnes Reisch | Austria Marita Kramer Lisa Hirner Claudia Purker Lisa Eder |

Mieszane
| Konkurencja                   | Data             | Złoto                                                                  | Srebro                                                                                 | Brąz                                                           |
| ----------------------------- | ---------------- | ---------------------------------------------------------------------- | -------------------------------------------------------------------------------------- | -------------------------------------------------------------- |
| Skocznia normalna – drużynowo | 27 stycznia 2019 | Rosja Anna Szpyniowa Michaił Purtow Lidija Jakowlewa Maksim Siergiejew | Norwegia Ingebjørg Saglien Bråten Fredrik Villumstad Silje Opseth Thomas Aasen Markeng | Niemcy Agnes Reisch Luca Roth Selina Freitag Constantin Schmid |

### Kombinacja norweska
Mężczyźni
| Konkurencja                                      | Data             | Złoto                                                                       | Srebro                                                                                                | Brąz                                                                                   |
| ------------------------------------------------ | ---------------- | --------------------------------------------------------------------------- | --- | -------------------------------------------------------------------------------------- |
| Skocznia normalna, bieg na 5 km – indywidualnie  | 23 stycznia 2019 | Julian Schmid                                                               | Johannes Lamparter                                                                                    | Jens Lurås Oftebro                                                                     |
| Skocznia normalna, bieg na 4×5 km – drużynowo    | 25 stycznia 2019 | Niemcy 1. Luis Lehnert · 2. Simon Hüttel · 3. David Mach · 4. Julian Schmid | Norwegia 1. Aleksander Skoglund · 2. Kasper Moen Flatla · 3. Jens Lurås Oftebro · 4. Andreas Skoglund | Austria 1. Florian Dagn · 2. Max Teeling · 3. Johannes Lamparter · 4. Marc Luis Rainer |
| Skocznia normalna, bieg na 10 km – indywidualnie | 27 stycznia 2019 | Johannes Lamparter                                                          | Julian Schmid                                                                                         | Andreas Skoglund                                                                       |

Kobiety
| Konkurencja                                     | Data             | Złoto          | Srebro               | Brąz          |
| ----------------------------------------------- | ---------------- | -------------- | -------------------- | ------------- |
| Skocznia normalna, bieg na 5 km – indywidualnie | 23 stycznia 2019 | Ayane Miyazaki | Gyda Westvold Hansen | Anju Nakamura |

## Klasyfikacja medalowa
| Miejsce | Państwo           |   |   |   | Razem |
| ------- | ----------------- | - | - | - | ----- |
| 1.      | Rosja             | 7 | 7 | 3 | 17    |
| 2.      | Norwegia          | 4 | 9 | 6 | 19    |
| 3.      | Niemcy            | 3 | 3 | 3 | 9     |
| 4.      | Szwecja           | 3 | 0 | 1 | 4     |
| 5.      | Francja           | 2 | 0 | 0 | 2     |
| 6.      | Austria           | 1 | 1 | 2 | 4     |
| 7.      | Japonia           | 1 | 0 | 1 | 2     |
| 7.      | Włochy            | 1 | 0 | 1 | 2     |
| 9.      | Stany Zjednoczone | 1 | 0 | 0 | 1     |
| 10.     | Finlandia         | 0 | 1 | 3 | 4     |
| 11.     | Czechy            | 0 | 1 | 0 | 1     |
| 11.     | Polska            | 0 | 1 | 0 | 1     |
| 13.     | Kazachstan        | 0 | 0 | 1 | 1     |
| 13.     | Słowenia          | 0 | 0 | 1 | 1     |
| 13.     | Szwajcaria        | 0 | 0 | 1 | 1     |